# Timelock
Timelock is een Nederlandse symfonische rock band opgericht in 1992 door Ruud Stoker (Harvest, The Last Detail), Julian Driessen (Ywis, The Last Detail) en Rinus Hollenberg (Ywis, Q65). In 2009 is Timelock gestopt, maar in 2021 is de band weer actief gemaakt door Martin Hendriks (MHX Music), Ruud Stoker en Julian Driessen. Na het uitkomen van de CD Atomic Swap is Timelock op 3 januari 2025 definitief gestopt.

## Laatste bezetting
- Ruud Stoker - zang (1992-2009, 2021-2024)
- Julian Driessen - toetsen (1992-2009, 2021-2024)
- Martin Hendriks - gitaar (2001-2005, 2021-2024)
- Rob Boshuijzen - drums (2001-2005, 2021-2024)
- Arjen van den Bosch - orkestrale toetsen (2021-2024)
- David Guurink - basgitaar (2021-2024)
- Coby van Oorschot - zang (2021-2024)
- Laura Eradus - zang (2021-2024)

## Ex-bandleden
- Rinus Hollenberg - gitaar, toetsen, zang (1992-1996)
- Bert de Bruijne - basgitaar, zang (1992-2009)
- Rob Louwers - drums (1993-1995)
- Mike Boekhout - drums (1996-2000, 2006-2009)
- Peter Stoker - gitaar (1997-2000)
- Ronald Demilt - gitaar (2006-2009)

## Gastspelers
- Eugene de Bruijn - soprano sax op Louise Brooks (in het nummer Someday)
- Ed Werke (FAF) - drums op Circle Of Deception
- Hans van Lint (FAF) - extra zang op Circle Of Deception
- Mario van Drunick - basgitaar (2004)
- Ron Koel - gitaar en basgitaar op de bonus tracks voor Buildings (remastered)

## Discografie
- 1992 - Louise Brooks (CD / SI-Music)
- 1994 - The Dawn (CD / SI-Music)
- 2002 - Circle Of Deception (CD / Xymphonia Records)
- 2008 - Buildings (CD / Xymphonia Records)
- Herstart:
- 2021 - Stay Awake (EP / FREIA Music)
- 2022 - Sygn Yn (CD / FREIA Music)
- 2022 - Louise Brooks (remastered 2CD / FREIA Music)
- 2022 - The Dawn (remastered CD / FREIA Music)
- 2023 - Circle Of Deception (remastered 2CD / FREIA Music)
- 2023 - Buildings (remastered CD / FREIA Music)
- 2023 - Contemporary Vintage (LP / FREIA Music)
- 2024 - Atomic Swap (CD / FREIA Music)

## Voorgeschiedenis
Ywis. Julian Driessen en Rinus Hollenberg vormden samen met Herman Ruijters, Geert van der Burg en Erik Stap van 1983 t/m 1985 de Haagse symfo-band ‘Ywis’. Releases:
- 1983 – Ywis (LP / eigen beheer)
- 1993 – Ywis (remastered CD / SI-Music)

The Last Detail. Ruud Stoker en Julian Driessen vormden samen met Bart Feis, Peter Stoker en Andy de Zeeuw van 1987 t/m 1991 de prog-band ‘The Last Detail’. Releases:
- 1990 – At Last… The Tale (CD / FREIA Music)
- 1991 – The Wrong Century  (EP / SI-Music)
- 2019 – At Last… The Tale And Other Stories  (remastered 2CD / FREIA Music)

## Andere projecten
Dreamcarnation. Verschillende (ex-)Timelock-leden zijn betrokken geweest bij het Dreamcarnation project van studio-eigenaar Rob Rehorst. De opnames vonden plaats van 1995 t/m 2000. Releases:
- 2000 - Dreamcarnation (CD / Labrad'or)
- 2024 - Dreamcarnation (remastered CD / FREIA Music)

Salesman. Sinds 2021 hebben Martin Hendriks, Ruud Stoker, Julian Driessen, Mike Boekhout, Mario Drunick, Coby van Oorschot en Laura Eradus verschillende covers opgenomen onder de projectnaam ‘Salesman’.